# Polytrichum tahitense
Polytrichum tahitense là một loài Rêu trong họ Polytrichaceae. Loài này được (Schimp.) Müll. Hal. miêu tả khoa học đầu tiên năm 1900.